# Base scientifica Sejong
La base scientifica Sejong (세종과학기지?, 世宗科學基地?, Sejong Gwahak GijiLR) è una base antartica permanente sud coreana intitolata a Sejong il Grande, re coreano vissuto nel XV secolo. L'installazione è conosciuta anche con il nome abbreviato base Sejong (세종기지?, 世宗基地?, Sejong GijiLR).

## Ubicazione
Localizzata ad una latitudine di 62°13' sud e ad una longitudine di 58°47' ovest a 9,5 metri di altezza, la base si trova nell'Isola di re Giorgio (Shetland meridionali).
Inaugurata nel 1988 la stazione si compone di 13 edifici per una superficie coperta complessiva di oltre 2600 m² può ospitare sino a 90 persone in estate che si riducono a 17 durante l'inverno australe.

## Attività
La stazione svolge ricerche scientifiche nei campi del monitoraggio ambientale, cartografia, geomagnetismo (dal 1989), glaciologia (dal 1998), monitoraggio dell'ionosfera (dal 1989) e dell'ozonosfera (dal 1998), osservazione delle aurore (dal 1989), biologia marina, geologia, geofisica, sismologia,  biologia terrestre e misurazione delle maree.
Nella base è presente inoltre una stazione meteorologica.